# Lijst van voetbalinterlands China - Iran (vrouwen)
Deze lijst van voetbalinterlands is een overzicht van alle officiële voetbalinterlands tussen de nationale vrouwenteams van China en Iran. De landen hebben tot nu toe één keer tegen elkaar gespeeld.

## Wedstrijden
| № | Plaats | Datum           | Competitie                   | Wedstrijd    | Uitslag |
| - | ------ | --------------- | ---------------------------- | ------------ | ------- |
| 1 | Mumbai | 23 januari 2022 | Aziatisch kampioenschap 2022 | Iran − China | 0 − 7   |

## Samenvatting
| Competitie              | Totaal gespeeld | Winst China | Gelijk | Winst Iran | Doelsaldo China – Iran |
| ----------------------- | --------------- | ----------- | ------ | ---------- | ---------------------- |
| Aziatisch kampioenschap | 1               | 1           | 0      | 0          | 7 − 0                  |
| Totaal                  | 1               | 1           | 0      | 0          | 7 − 0                  |